# Houttuynia cordata
Houttuynia cordata, die Herzförmige Houttuynie, im Deutschen auch als Molchschwanz oder Eidechsenschwanz bezeichnet, in einer modernen buntblättrigen Gartensorte auch Chamäleonpflanze oder Buntblatt genannt, ist die einzige Pflanzenart der Gattung Houttuynia in der Familie der Eidechsenschwanzgewächse (Saururaceae).

## Beschreibung

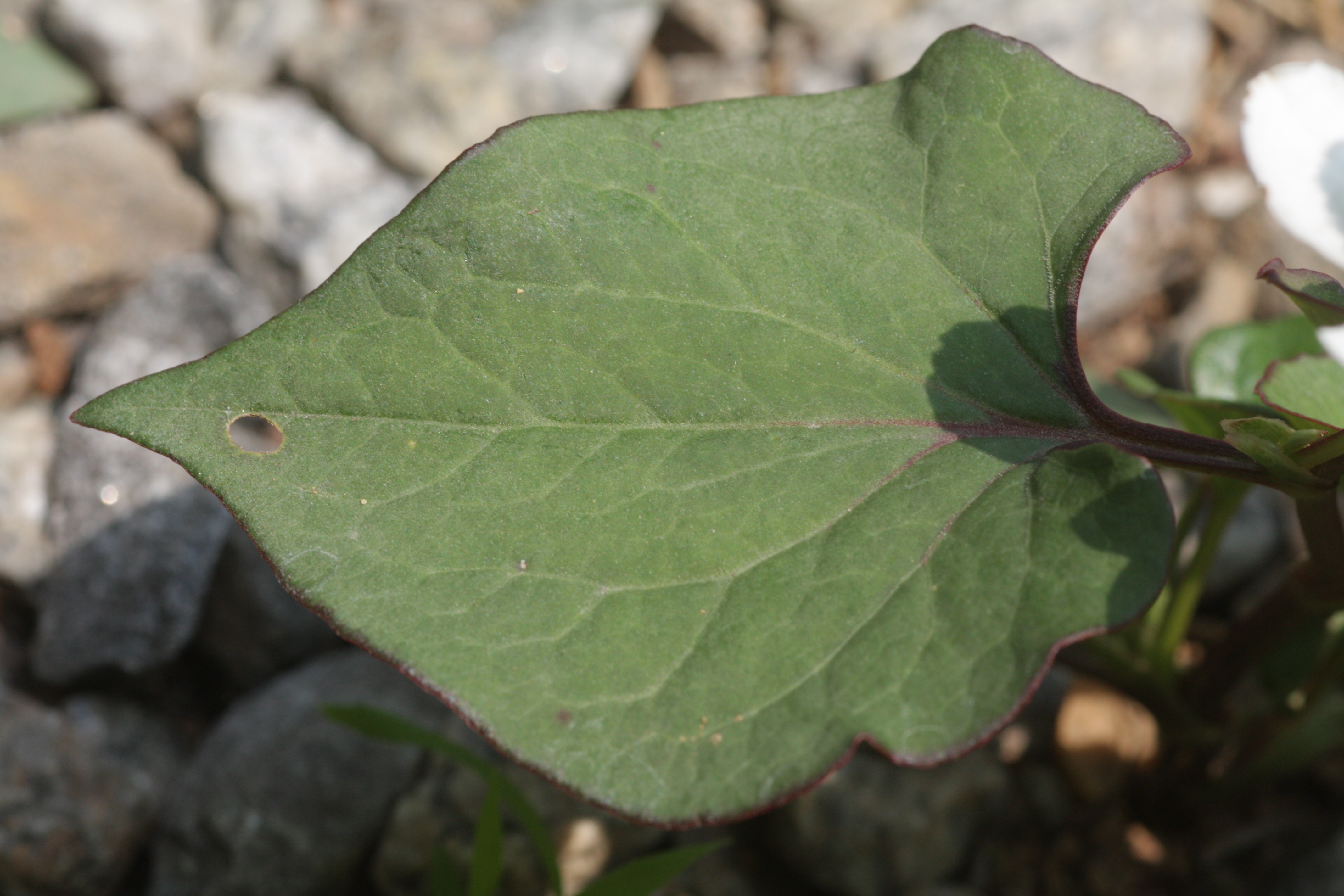
Herzförmige Blattspreite von Houttuynia cordata (cordata bedeutet „herzförmig“)

### Erscheinungsbild und Blatt

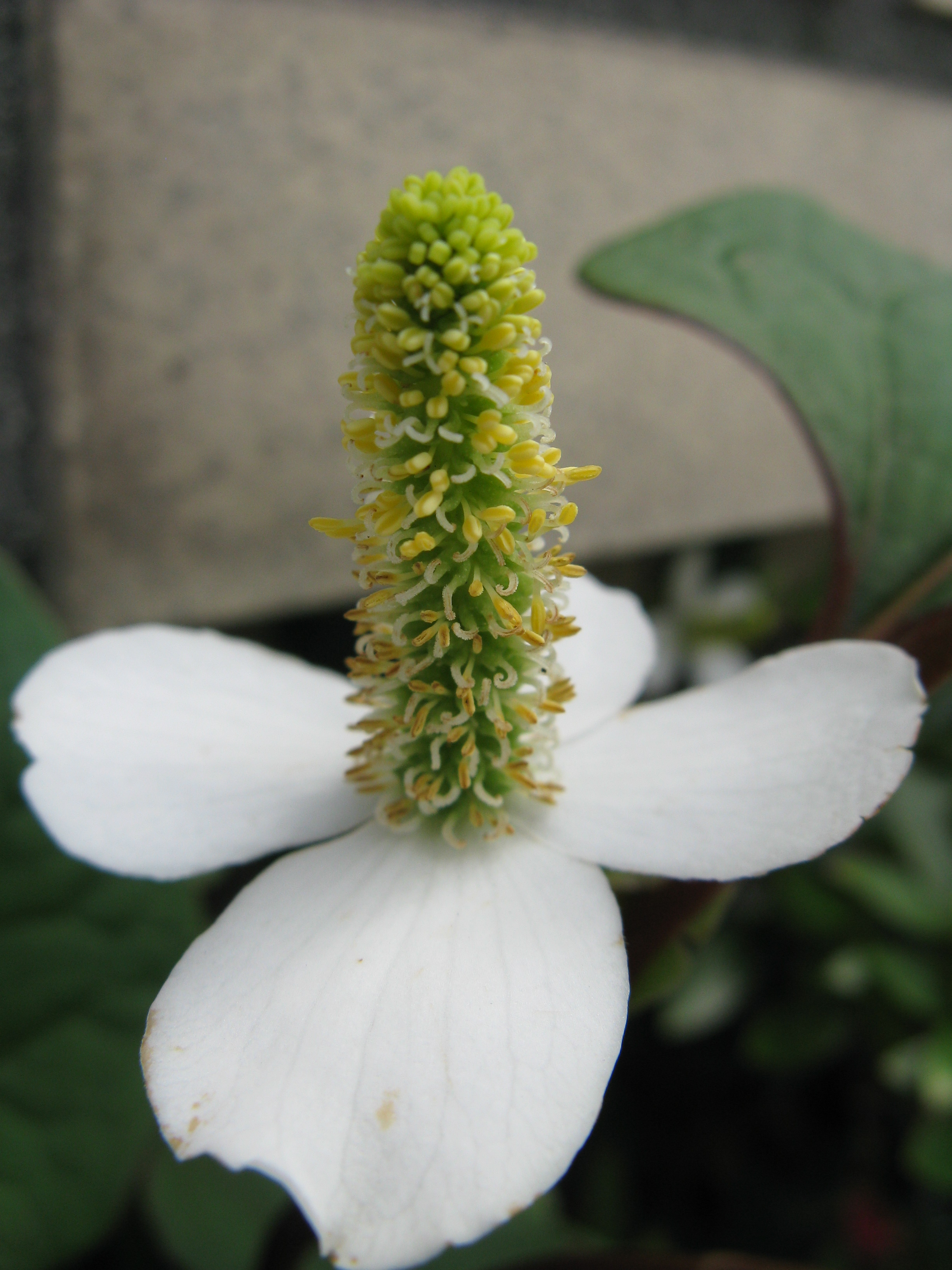
Vier weiße Hochblätter und Blütenstand mit vielen Blüten

Houttuynia cordata wächst als ausdauernde, krautige Pflanze und erreicht Wuchshöhen von (5 bis) meist 30 bis 60 cm. Sie bildet kriechende, relativ dünne Rhizome als Überdauerungsorgane. Der gegliederte, longitudinal gerillte, manchmal purpurrötliche Stängel wächst im basalen Bereich kriechend und bildet an den Knoten (Nodi) Wurzeln; danach wächst er aufsteigend bis aufrecht und in diesem Bereich können die Knoten kahl oder flaumig behaart sein.
Die wechselständig und spiralig am Stängel verteilt angeordneten Laubblätter sind aromatisch und in Blattstiel sowie -spreite gegliedert. Die häutigen, meist bewimperten Nebenblätter besitzen eine breite Basis und sind bei einer Länge von (0,5 bis) 1 bis 2,5 cm ¼ bis ½ so lang wie der Blattstiel und mit diesem verwachsen; sie umfassen den Stängel etwas. Der kahle Blattstiel ist bei einer Länge von meist 1 bis 3,5 (0,7 bis 4) cm kürzer als die Blattspreite. Die einfache, für die Familie relativ dünne, ganzrandige, herzförmige Blattspreite ist bei einer Länge von (1,5 bis) meist 4 bis 10 cm und einer Breite von (1,8 bis) meist 2,5 bis 6 cm breit eiförmig mit spitzem bis zugespitztem oberem Ende. Die dicht mit Drüsen versehene, meist kahle, manchmal an den Verzweigungen der Blattnerven flaumig behaarte Blattspreite besitzt keine Parallelnervatur. Es sind fünf bis sieben Hauptnerven vorhanden, wobei der unterste Hauptnerv oder das innerste Paar Hauptnerven erst etwa 5 mm über der Blattbasis erkennbar sind. Wenn es sieben Hauptnerven sind, ist das äußerste Paar dünn und unauffällig. Die Netznerven sind mehr oder weniger deutlich erkennbar. Die Blattunterseite ist meist purpurfarben, aber Kulturformen können in den Blattfarben abweichen und sogar bunt sein.

### Blütenstand und Blüte
Die Blütezeit reicht von April bis September. Auf endständigen oder den Laubblättern gegenüberstehenden, 1,5 bis 3 cm langen, fast kahlen Blütenstandsschäften stehen über meist vier, selten sechs oder acht Hochblättern die kurzen Blütenstände. Die auffälligen, weißen Hochblätter sind bei einer Länge von (5 bis) 10 bis 15 mm und einer Breite von (3 bis) 5 bis 7 mm länglich bis verkehrt-eiförmig mit gerundetem oberem Ende; sie wirken kronblattähnlich und dienen der Anlockung von Bestäubern. Der ährige Blütenstand besitzt eine Länge von meist 1,5 bis 2,5 (0,4 bis 2,7) cm sowie einen Durchmesser von (2 bis) meist 5 bis 6 mm und enthält viele Blüten. Die unauffälligen Vorblätter sind lineal zylindrisch.
Die kleinen, bei der Anthese weißen Blüten sind sitzend, radiärsymmetrisch und zwittrig. Blütenhüllblätter fehlen. Es ist ein Kreis mit meist drei oder selten vier fertilen Staubblättern vorhanden. Der Staubfaden ist etwa dreimal so lang wie der längliche Staubbeutel. Die Basis der Staubfäden ist mit dem Fruchtknoten verwachsen. Die Staubblätter sind länger als die Griffel. Es ist ein halbunterständiger, einkammeriger Fruchtknoten mit drei freien, kurzen Griffeln vorhanden. Das Androeceum ist im unteren Teil mit dem Gynoeceum verwachsen. Die zweizelligen Pollenkörner besitzen keine oder eine Apertur und sind sulkat. Die drei Fruchtblätter sind teilweise zu einem Fruchtknoten verwachsen. Jedes Fruchtblatt enthält sechs bis neun Samenanlagen. Die drei zurückgekrümmten Griffel enden jeweils in einer länglichen Narbe.

### Frucht und Samen
Die kleinen, bei einem Durchmesser von 2 bis 3 mm fast kugeligen, mehrsamigen Kapselfrüchte öffnen sich an ihrer Spitze, auf der die haltbaren Griffel erkennbar sind. Die Samen enthalten spärlich Endosperm und reichlich stärkekörnerhaltiges Perisperm. Der Embryo ist rudimentär und winzig bei der Samenreife. Die Früchte reifen zwischen Juni und Oktober.

### Inhaltsstoffe
An Inhaltsstoffen sind Cyanidin und die Flavonoide Kaempferol und Quercetin nachgewiesen. Die Pflanze enthält außerdem ätherische Öle und akkumuliert Calciumoxalat in Kristallen.

### Chromosomenzahl
Die Chromosomenzahl beträgt 2n = 24, 96.

## Vorkommen
Das weite natürliche Verbreitungsgebiet von Houttuynia cordata erstreckt sich vom Himalaja in Indien, Bhutan, Nepal und Sikkim über Myanmar, Thailand, Korea, China, Taiwan und Japan (einschließlich der Ryūkyū-Inseln) bis Java.
Auch in Kambodscha und Vietnam kommt sie vor. In den chinesischen Provinzen Anhui, Fujian, Gansu, Guangdong, Guangxi, Guizhou, Hainan, Henan, Hubei, Hunan, Jiangxi, Shaanxi, Sichuan, Yunnan, Zhejiang sowie in Tibet gedeiht sie in Höhenlagen nahe dem Meeresniveau bis zu 2500 Meter in Schluchten, an Fließgewässern sowie Wassergräben, in Wäldern, auf feuchten Wiesen, an Hängen, im Dickicht, an Feldrändern und an Bahnstrecken und Straßenrändern.

## Systematik
Die Gattung Houttuynia wurde 1783 in der Schreibweise „Houtuynia“ durch Carl Peter Thunberg mit der Typusart Houttuynia cordata in Kungliga Vetenskaps Academiens Nya Handlingar, 4, S. 149–152, Tafel 5 aufgestellt. Ein Homonym ist Houttuynia  Houtt. in Natuurlijke Historie, 2 (12), 1780, S. 448, sie wurde mit der Typusart Houttuynia capensis  Houtt. aufgestellt, heute ein Synonym für Arten aus der Familie der Iridaceae. Synonyme für Houttuynia  Thunb. ist Polypara  Lour. und für Houttuynia cordata  Thunb. Polypara cochinchinensis  Lour. sowie Polypara cordata  Kuntze. Der Gattungsname Houttuynia ehrt den niederländischen Naturforscher Maarten Houttuyn (1720–1798). Das Artepitheton cordata für „herzförmig“ bezieht sich auf die Form der Blattspreite.

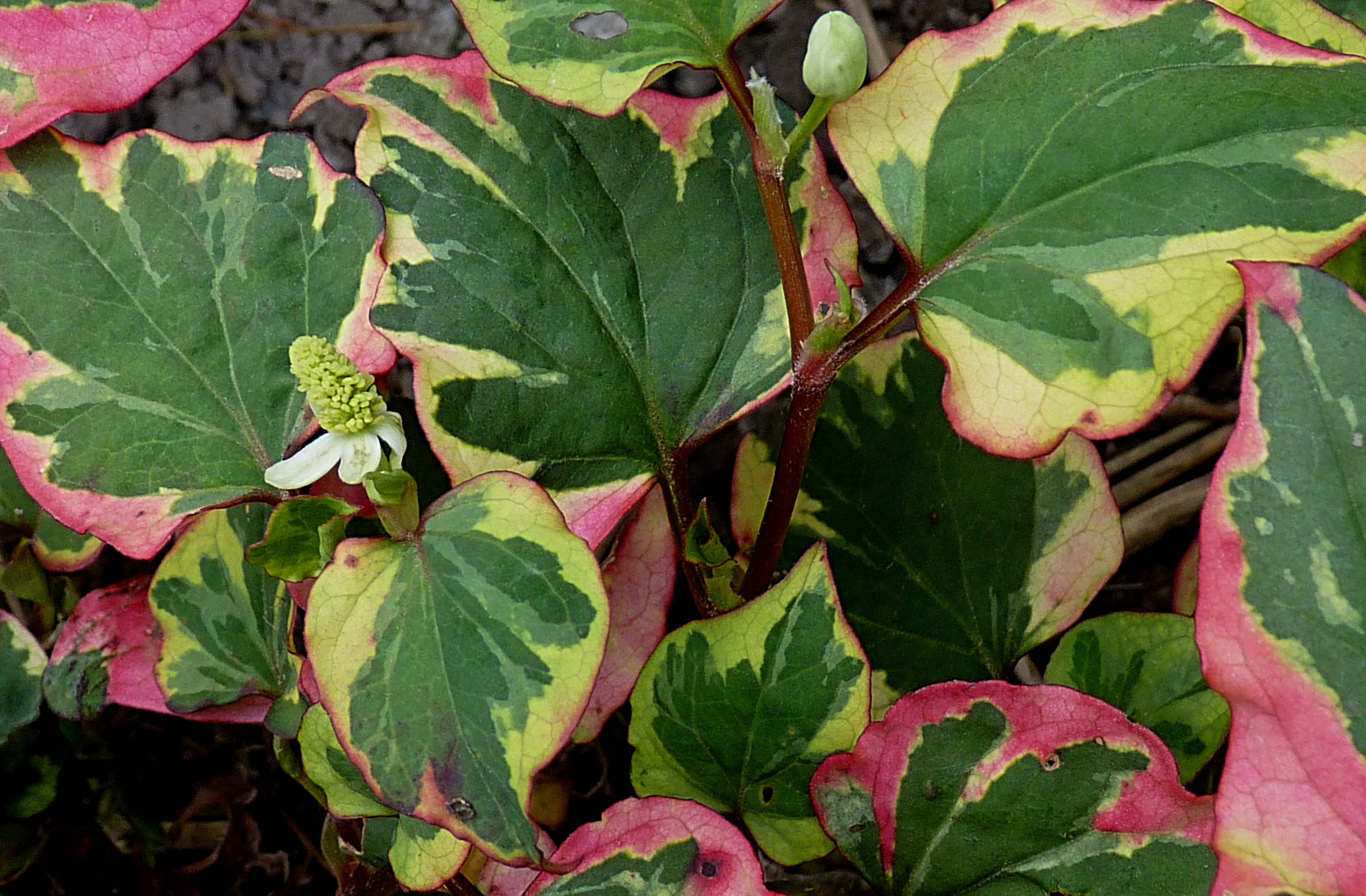
Die bunten Laubblätter der Sorte 'Chameleon'

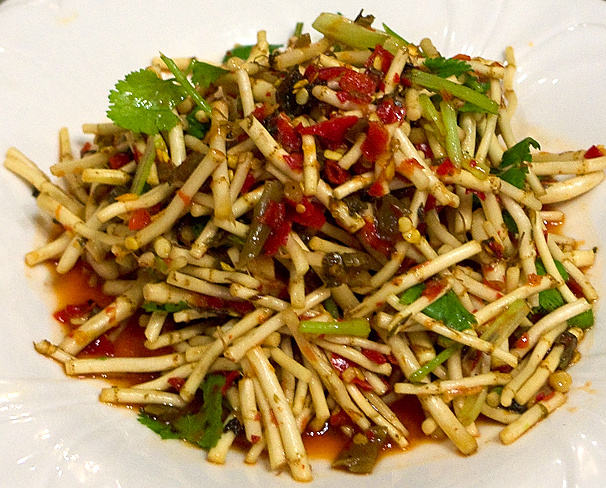
Gekochte Wurzeln

## Nutzung
Die jungen Pflanzen werden als Gemüse gegessen. Im Frühling werden die frischen Blätter roh oder gegart gegessen und dienen als Gewürz. Der Geschmack variiert je nach Kulturform und dem Erntezeitpunkt von orangenartig bis korianderartig oder fischig. Auch das aromatische Rhizom wird gegart gegessen. Es gibt auch Berichte, nach denen die Kapselfrüchte gegessen werden.
Die medizinischen Wirkungen wurden untersucht. Die Droge von Houttuynia cordata (japanisch segiun „neue Energie im Fluss“, chinesisch 蕺菜 ji cai) aus ihren Blättern lindert Schwellungen. Houttuynia cordata wird auch in der Volksmedizin verwendet zur Diurese und Entgiftung, seine in der pflanzlichen Medizin bekannten antiviralen Eigenschaften konnten in einem medizinischen Test bestätigt werden.
Man verwendet Houttuynia cordata als Bodendecker, damit kein „Unkraut“ aufkommt.
Bis in die 1980er Jahre, als Aquaristik noch häufiger bei niedrigeren Temperaturen betrieben wurde, war der Molchschwanz auch als submers kultivierte Aquarienpflanze in Gebrauch. Die submerse Form bildet sehr kleine Blätter von maximal 1 cm Länge und bleibt auch mit maximal 10 cm Trieblänge recht klein. Temperaturbereich 10–22 °C.
Für Paludarien oder den Teichrand ist die emers kultivierte Pflanze besser geeignet.